# Каге, Эрве
Эрве Каге (фр. Hervé Kage; 10 апреля 1989 года, Киншаса) — конголезский футболист, полузащитник клуба «Зельцате».

## Клубная карьера
Эрве Каге заключил свой первый профессиональный контракт с бельгийским «Андерлехтом», но сыграть за него в официальном матче ему так и не удалось. Первую половину 2007 года конголезец провёл на правах аренды за нидерландский «Валвейк». 31 марта того же года Каге дебютировал в Эредивизи, выйдя на замену в самой концовке гостевого поединка против клуба АЗ. Первую половину 2008 года он отыграл за команду бельгийского Второго дивизиона «Юнион».
Летом 2009 года полузащитник подписал контракт с бельгийским «Шарлеруа». С февраля 2011 года по конец сезона 2010/11 Каге провёл за израильский «Бейтар». 15 сентября 2012 года он забил свой первый гол на высшем уровне, открыв счёт в гостевом матче с «Монсом».
В конце января 2013 года конголезец перешёл в бельгийский «Гент», а в конце июля 2014 года — в бельгийский «Генк», а спустя ещё год — в бельгийский «Кортрейк». 
С января 2018 года Эрве Каге на правах аренды играет за клуб турецкой Суперлиги «Карабюкспор».